# Liste des évêques de Keta-Akatsi
Cette page présente la liste des évêques de Keta-Akatsi, au Ghana. 
Le vicariat apostolique de Volta Inférieure est créé le 15 mars 1923, par détachement de ceux de la Côte de l'Or (en) et du Togo.
Il est érigé en diocèse et change de dénomination le 18 avril 1950 pour devenir le diocèse de Keta. Le 23 avril 1956, son territoire est amputé lors de la création du diocèse de Navrongo.
Il change à nouveau de dénomination le 20 juin 1975 pour devenir le diocèse de Keta-Ho. 
Enfin le 19 décembre 1994, sont érigés les diocèses d'Ho (en) et de Jasikan (en). Le diocèse subsistant prend alors le nom de diocèse de Keta-Akatsi (en) (Dioecesis Ketaensis-Akatsiensis).

## Sont vicaires apostoliques
- 26 mars 1923-† 8 avril 1945 : Augustin Hermann, vicaire apostolique de Volta Inférieure.
- 8 avril 1945-11 juillet 1946 : siège vacant
- 11 juillet 1946-18 avril 1950 : Joseph Holland (Joseph Gérald Holland), vicaire apostolique de Volta Inférieure.

## Sont évêques
- 18 avril 1950-7 mai 1953 : Joseph Holland (Joseph Gérald Holland), promu évêque de Keta.
- 21 février 1954-10 avril 1976 : Antoon Konings, évêque de Keta, puis évêque de Keta-Ho (20 juin 1975).
- 10 avril 1976-19 décembre 1994 : Francis Lodonu (Francis Anani Kofi Lodonu), évêque de Keta-Ho, puis évêque de Ho
- 19 décembre 1994-7 avril 2016 : Anthony Adanuty (Anthony Kwami Adanuty)
  - 16 avril 2016-16 mars 2017: Emmanuel Fianu, S.V.D., évêque de Ho, administrateur apostolique
- depuis le 16 mars 2017: Gabriel Edoe Kumordji, S.V.D.

## Sources
- Fiche du diocèse sur catholic-hierarchy.org